# Harry Riebauer
Harry Riebauer est un acteur allemand né le 4 juillet 1921 à Liberec et décédé le 8 novembre 1999 à Berlin.

## Filmographie
- 1950 : Familie Benthin
- 1951 : La Hache de Wandsbek : Fiete
- 1951 : Pour le roi de Prusse
- 1952 : Das verurteilte Dorf
- 1953 : L'Histoire du petit Muck de Wolfgang Staudte : Laeufer Murad
- 1954 : Plus fort que la nuit
- 1955 : Ernst Thälmann – Führer seiner Klasse : Leutnant Meyer
- 1956 : Le Capitaine de Cologne de Slátan Dudow : Oberleutnant Kilian
- 1960 : La Rabouilleuse ou Les Arrivistes de Louis Daquin : Max Gillet
- 1961 : Das Kleid : Der Tünne
- 1962 : Jeder stirbt für sich allein de Falk Harnack : Dr. Sommer
- 1963 : Es war mir ein Vergnügen
- 1963 : La Grande Évasion de John Sturges : Strachwitz
- 1963 : Le Bourreau de Londres de Edwin Zbonek : Dr Philip Trooper
- 1963 : The Strangler of Blackmoor Castle : Inspecteur Jeff Mitchell
- 1964 : Das siebente Opfer : Dr Howard Trent
- 1964 : Ein Frauenarzt klagt an : Dr Niemeyer, Oberstaatsanwalt
- 1964 : Samson et le trésor des Incas : Sheriff
- 1965 : Mädchen hinter Gittern : Frank Albin
- 1966 : Soleil noir de Denys de La Patellière : Herman
- 1967 : La Main de l'épouvante d'Alfred Vohrer : Mr Snobbits (non crédité)
- 1967 : Le Moine au fouet (Der Mönch mit der Peitsche) d'Alfred Vohrer : Mark Denver
- 1968 : Der Fall Tuchatschewskij
- 1968 : L'Homme à la Jaguar rouge de Harald Reinl : Steve Dilaggio
- 1969 : Der Mann mit dem Glasauge d'Alfred Vohrer : Bob
- 1969 : Rat' mal, wer heut bei uns schläft... ? : Conte di Casagrande
- 1970 : Die liebestollen Baronessen : Dr. Oscar Fummler
- 1971 : La Morte de la Tamise de Harald Philipp : Milton S. Farnborough
- 1985 : Morenga d'Egon Günther : Estorff
- 1990 : Bei mir liegen Sie richtig d'Ulrich Stark : Herr Keil